# Febre de venjança
Febre de venjança (Gun Fury) és un western americà dirigit per Raoul Walsh el 1953 i doblat al català.

## Argument[2]
Ben Warren, vell militar, marxa a buscar la seva promesa Jennifer per portar-la a Califòrnia on desitgen establir-se. La seva diligència és atacada per dos homes emmascarats que maten Warren, s'apoderen de dues bosses d'or i agafen Jennifer.

## Repartiment
- Rock Hudson: Ben Warren
- Donna Reed: Jennifer Balland
- Philip Carey: Frank Slayton
- Roberta Haynes: Estella Morales
- Leo Gordon: Tom Jess Burgess
- Lee Marvin: Blinky
- Neville Brand: Brazos
- Ray Thomas: Doc
- Phil Rawlins: Jim Morse
- Forrest Lewis: Weatherby